# Sáo Madagascar
Sáo Madagascar (danh pháp khoa học: Hartlaubius auratus) là một loài chim trong họ Sturnidae. Nó là loài đặc hữu Madagascar.
Trước đây nó được xếp trong chi Saroglossa cùng loài điển hình của chi này là sáo cánh đốm (Saroglossa spilopterus), nhưng bài báo của Lovette & Rubenstein (2007) cho thấy chúng không có quan hệ họ hàng gần. Sáo Madagascar có quan hệ họ hàng gần nhất với Cinnyricinclus leucogaster (sáo lưng tím) còn sáo cánh đốm có quan hệ họ hàng gần nhất với Neocichla gutturalis. Tuy nhiên, chỉ từ 2015-2016 trở lại đây thì các tổ chức và cơ sở dữ liệu lớn và uy tín về chim (Aviabase v. 03, Birdlife checklist v. 09, HBW and BirdLife Taxonomic Checklist v. 2, Clements v. 2015, eBird v. 2015, Howard & Moore ấn bản 4, IOC World Bird Names v. 2.0) mới trở lại sử dụng danh pháp Hartlaubius auratus.